# Deariska Putri Medita
Deariska Putri Medita (* 6. Juli 1992 in Jember, Jawa Timur) ist eine indonesische Badmintonspielerin. 

## Karriere
Deariska Putri Medita wurde bei den Indonesia International 2010 Fünfte im Damendoppel mit Gloria Emanuelle Widjaja. Ein Jahr später belegte sie dort Rang neun gemeinsam mit Nurbeta Kwanrico. Beim Indonesia Open Grand Prix Gold 2012 und bei der Indonesia Super Series 2012 schied sie dagegen schon in der ersten Runde aus, während sie beim India Open Grand Prix Gold 2012 im Viertelfinale stand.